# Serhij Hončar
Serhij Mykolajovyč Hončar (in ucraino Сергій Миколайович Гончар?; trasl. angl. Serhiy Honchar; Rivne, 3 luglio 1970) è un ex ciclista su strada e dirigente sportivo ucraino.
Professionista dal 1996 al 2009, era specialista delle cronometro e fu campione del mondo di specialità nel 2000 a Plouay. In carriera ha anche vinto cinque tappe al Giro d'Italia e due al Tour de France. Dal 2013 al 2015 è stato direttore sportivo al team RusVelo.

## Carriera
Dopo una lunga permanenza in squadre ciclistiche professionistiche italiane - Aki-Safi, Cantina Tollo-Alexia Alluminio, Vini Caldirola, Liquigas-Pata, De Nardi-Colpack (successivamente divenuta De Nardi e nel 2005 Domina Vacanze, con l'ingresso nel circuito UCI ProTour) - si consacrò passando per la stagione 2006 ai tedeschi della T-Mobile, che puntarono su di lui per il Giro d'Italia, dove si ritirò per una caduta pur conquistando grazie alla cronosquadre la maglia rosa per un giorno, e quindi per il Tour de France.
Vestì a 36 anni la sua prima maglia gialla dopo la cronometro dell'ottava tappa, nella quale rifilò più di un minuto a tutti gli altri (secondo Floyd Landis). Quattro giorni dopo perse la maglia a favore del francese Cyril Dessel. Vinse anche la diciannovesima tappa, anch'essa a cronometro, con una media superiore ai 50 km/h e un vantaggio di 48 secondi su Andreas Klöden e oltre un minuto su Landis.
L'11 maggio 2007 fu sospeso dalla T-Mobile, in seguito alla presunta positività ai test ematici svolti dopo la Liegi-Bastogne-Liegi e il Tour de Romandie. Il 19 giugno la T-Mobile annunciò di aver rescisso il contratto con l'ucraino. Per la stagione successiva Hončar si accasò alla Preti Mangimi, team lussemburghese con licenza UCI Professional Continental. Nel 2009, la sua ultima stagione di attività, ha corso nella Utensilnord/Corratec, formazione Continental polacca. Dopo il ritiro, nel 2012 è stato direttore sportivo presso il team Itera-Katusha, mentre dal 2013 al 2015 è stato nello staff sportivo del team RusVelo.

## Palmarès
- 1993

Classifica generale Giro di Slovacchia
- 1996 (Ideal, una vittoria)

Giro del Piave
- 1997 (Aki, tre vittorie)

18ª tappa Giro d'Italia (Cavalese, cronometro)
5ª tappa Tour de Suisse (Spiez, cronometro)
Chrono des Nations
- 1998 (Cantina Tollo-Alexia Alluminio, cinque vittorie)

Campionato ucraini, Prova a cronometro
21ª tappa Giro d'Italia (Lugano, cronometro)
Chrono des Nations
3ª tappa, 2ª semitappa Ronde van Nederland (Groningen, cronometro)
3ª tappa, 2ª semitappa Quatre Jours de Dunkerque (Boulogne-sur-Mer, cronometro)
- 1999 (Vini Caldirola-Sidermec, sei vittorie)

18ª tappa Giro d'Italia (Treviso, cronometro)
Grand Prix des Nations
Chrono des Nations
4ª tappa Ronde van Nederland (Denekamp, cronometro)
Classifica generale Ronde van Nederland
Coppa delle Nazioni-Memorial Fausto Coppi
- 2000 (Liquigas-Pata, cinque vittorie)

Campionati del mondo, Prova a cronometro
Campionati ucraini, Prova a cronometro
2ª tappa Settimana Ciclistica Lombarda (Darfo Boario Terme)
Classifica generale Settimana Ciclistica Lombarda
Coppa delle Nazioni-Memorial Fausto Coppi
- 2001 (Liquigas-Pata, quattro vittorie)

Campionati ucraini, Prova a cronometro
3ª tappa Settimana Ciclistica Lombarda (Selvino)
Classifica generale Settimana Ciclistica Lombarda
4ª tappa Ronde van Nederland (Denekamp, cronometro)
- 2002 (Fassa Bortolo, due vittorie)

Campionati ucraini, Prova a cronometro
Coppa delle Nazioni-Memorial Fausto Coppi
- 2003 (De Nardi-Colpack, due vittorie)

21ª tappa Giro d'Italia (Milano, cronometro)
Campionati ucraini, Prova in linea
- 2004 (De Nardi, una vittoria)

13ª tappa Giro d'Italia (Trieste, cronometro)
- 2005 (Domina Vacanze, una vittoria)

3ª tappa Giro del Trentino (Salò)
- 2006 (T-Mobile, due vittorie)

7ª tappa Tour de France (Rennes, cronometro)
19ª tappa Tour de France (Montceau-les-Mines, cronometro)

### Altri successi
- 2004 (De Nardi)

Trofeo Androni Giocattoli (cronocoppie con Jaroslav Popovyč)

## Piazzamenti

### Grandi Giri
- Giro d'Italia

1997: 5º
1998: 10º
1999: 7º
2000: 9º
2001: 4º
2002: 23º
2003: 8º
2004: 2º
2005: 6º
2006: non partito (17ª tappa)
- Tour de France

2002: 64º
2005: non partito (8ª tappa)
2006: 51º
- Vuelta a España

1997: 56º
1998: ritirato (19ª tappa)
2000: 57º

### Classiche monumento
- Milano-Sanremo

1997: 75º
2003: 74º
2004: 29º
- Liegi-Bastogne-Liegi

1999: 55º
2007: 25º
- Giro di Lombardia

2003: 7º
2004: 18º

### Competizioni mondiali
- Campionati del mondo su strada

Oslo 1993 - In linea Dilettanti: 25º
Agrigento 1994 - Cronometro: 18º
Duitama 1995 - Cronometro: 43º
San Sebastián 1997 - In linea: 55º
San Sebastián 1997 - Cronometro: 2º
Valkenburg 1998 - In linea: 26º
Valkenburg 1998 - Cronometro: 3º
Verona 1999 - In linea: ritirato
Verona 1999 - Cronometro: 6º
Plouay 2000 - In linea: ritirato
Plouay 2000 - Cronometro: vincitore
Lisbona 2001 - Cronometro: 11º
Hamilton 2003 - In linea: 40º
Hamilton 2003 - Cronometro: 21º
Varese 2008 - Cronometro: 15º
Mendrisio 2009 - In linea: ritirato
- Giochi olimpici

Sydney 2000 - Cronometro: 9º
Atene 2004 - Corsa in linea: 21º
Atene 2004 - Cronometro: 23º